# Дикарев, Сергей Петрович
Серге́й Петро́вич Ди́карев (29 июня 1963, Рузаевка, Мордовская АССР) — российский футболист, защитник, кандидат в мастера спорта.

## Биография
Первый тренер — В. И. Царёв (ДЮСШ «Локомотив», Рузаевка). В составе юношеской сборной РСФСР стал серебряным призёром Спартакиады народов СССР 1983 года.
Выступал за команды: «Светотехника» (Саранск, 1981—1984, 1993—1999), СКА (Ростов-на-Дону) (1985—1989), «Ротор» (1990), «Тилигул» (1991—1992). В составе «Тилигула» выигрывал серебряные медали чемпионата Молдавии (в сезоне 1992 года).
Сергей Дикарев трижды признавался лучшим игроком команды «Светотехника» по опросу болельщиков (1993, 1994 и 1996 года).
С 2000 года работает тренером в городе Саранске в родном клубе «Светотехника» (позже «Лисма-Мордовия» и ФК «Мордовия»).
Родной брат Марины Саенко.